# Millennium Plaza
El Millennium Plaza, también conocido como Atlas Tower, es un rascacielos de la capital polaca, (Varsovia), situado en la Plaza Artur Zawisza en la parte occidental de la avenida Aleje Jerozolimskie. El edificio fue diseñado y construido por el empresario y arquitecto turco Vahap Toy.
El edificio fue finalizado en 1999, después de la marcha de Vahap Toy procedentes de Polonia y el final de sus intereses en el país. En primer lugar la torre fue llamada Reform Plaza por la empresa turca, Reform Company Ltd., que financió el proyecto con 45 millones de $, posteriormente el edificio cambió de dueño y nombre.
La instalación cuenta con 116 metros de altura y tiene 31 pisos, de los cuales tres están por debajo del suelo. Los dos niveles inferiores subterráneos consisten en un aparacamiento con capacidad para 436 automóviles e instalaciones de servicios públicos, los siguientes cuatro pisos están dedicados a venta al por menor, mientras que el quinto está dedicado varios restaurantes. El sexto piso está dedicado a la sala de conferencias, los exámenes de idiomas organizado por British Council se llevan a cabo en esta área del edificio. El décimo piso pertenece a la Embajada de Argentina y el vigésimo piso pertenece a la Embajada de México.
Visualmente, el edificio está anclado en su base por un bloque horizontal de gres porcelánico, del cual se levanta un cilindro de vidrio azul, casi una columna y con el edificio principal de gres porcelánico detrás de él.
Hasta marzo de 2008, el Millennium Plazao fue la sede del Bank Millennium, de la que deriva su nombre actual. Otro inquilino conocido fue la editorial y agencia de publicidad Wprost, así como Dell y ABG, compañía que cotiza en bolsa.
Los residentes de Varsovia, a veces llaman al Millennium Plaza "Toi-Toi", que en Polonia es sinónimo de azul, o de baños portátiles. Lo más probable es que este término sea una combinación entre el nombre del primer dueño del rascacielos y el diseño específico.